# Le Cerneux-Péquignot
Le Cerneux-Péquignot är en ort och kommun i kantonen Neuchâtel, Schweiz. Kommunen har 311 invånare (2023).